# Guillemina I dels Països Baixos
Guillemina I dels Països Baixos (neerlandès: Wilhelmina Helena Pauline Marie)  (Palau Noordeinde i la Haia, 31 d'agost de 1880 - Palau Het Loo i Apeldoorn, 28 de novembre de 1962), fou la reina dels Països Baixos des de l'any 1890 fins a l'any 1948, en què abdicà en favor de la seva filla, la reina Juliana.
Nascuda a la Haia el dia 31 d'agost de l'any 1880, era filla del rei Guillem III i de la princesa Emma de Waldeck-Pyrmont. Per línia paterna, Guillemina era neta del rei Guillem II i de la gran duquessa Anna de Rússia; i per línia materna era neta del príncep sobirà Jordi Víctor I de Waldeck-Pyrmont i de la princesa Lluïsa de Schleswig-Holstein.
El dia 7 de febrer de l'any 1901 contragué matrimoni a la Haia amb el duc Enric de Mecklenburg-Schwerin, fill del gran duc Frederic Francesc II de Mecklenburg-Schwerin i de la princesa Maria de Schwarzburg-Rudolstadt.
La parella tingué una única filla:
- SM la reina Juliana I, nascuda a la Haia el 1909 i morta al Palau de Soestdijk el 2004. Es casà el 1937 a la Haia amb el príncep Bernat de Lippe-Biesterfeld.

La parella tingué diversos problemes de convivència i s'afirma des de molts sectors que fou un matrimoni infeliç. La reina donà a llum la seva primera filla vuit anys després de casar-se; al llarg d'aquests vuit anys s'havien repetit de forma reiterada diferents avortaments naturals.

## Regnat
Aviat la reina mostrà quins serien els pilars directors del seu regnat: tacte i respecte. Al llarg del seu regnat de més de cinquanta anys (1890-1948), Guillemina portà a terme un seguit d'accions controvertides en el si del concert internacional, però que eren requerides per la moral de la sobirana. Així, l'any 1900, als vint anys, la reina envià un vaixell de la marina neerlandesa a Sud-àfrica per tal de rescatar el president de la República de Transvaal, Paul Kruger, de l'avenç de les tropes britàniques en el marc de la segona guerra dels Bòers. La reina sentia com a pròpia la causa dels bòers, pobladors holandesos instal·lats al Cap des del segle xvii, atacats per l'avenç imperialista britànic al començament del segle xx.
Guillemina també tenia un especial interès i habilitat per desenvolupar els seus negocis personals. El sentit empresarial tant seu com de la seva mare, la princesa Emma de Waldeck-Pyrmont, la convertiren en una de les dones més riques del món. Les seves inversions se centraren tant als Estats Units com a Indonèsia, en aquell moment colònia neerlandesa, sobretot en allò que fa referència a l'explotació de camps petroliers. Les seves accions foren l'inici de la Royal Dutch Shell.

## Primera Guerra Mundial
Tot i que els Països Baixos van romandre neutrals al llarg de la Primera Guerra Mundial, l'elecció neerlandesa era forçada en part per la voluntat de precipitar un conflicte obert amb Alemanya en el si del territori neerlandès i alhora la voluntat de no ofendre els inversors anglesos establerts als Països Baixos.
Acabat el conflicte, la reina decidí, en contra de la voluntat dels governs aliats, permetre al kàiser Guillem II de Prússia establir-se als Països Baixos. L'exili que l'exkàiser passà a Haus Doorn des de l'any 1918 fins a l'any 1941 significà una arriscada decisió de la sobirana neerlandesa, ja que comprometia el seu país davant del concert internacional.
Amb l'esclat de la revolució russa l'any 1917 i el contagi revolucionari viscut després de la Primera Guerra Mundial a Alemanya, als Països Baixos van emergir partits prorevolucionaris. D'aquest període convé destacar la presència del líder polític Pieter Jelles Troelstra, que pretengué una revolta que derroqués la monarquia i el poder legislatiu neerlandès. Ara bé, la popularitat de la monarquia ajudà a restaurar el suport popular en el govern, amb proves manifestes de suport a l'executiu.

## Període d'entreguerres
Al llarg de la dècada de 1920 i de 1930, els Països Baixos es convertiren en una autèntica potència industrial. És en aquest període quan s'inicià la construcció del sistema de dics, que permetria augmentar considerablement el territori del país. Fou en aquest període quan la imatge de la monarquia arribà al seu zenit.